# La ciudad de la alegría
La ciudad de la alegría es posiblemente el libro más reconocido de su autor, Dominique Lapierre, en el que se narran las vivencias de varios personajes en un barrio de chabolas de Calcuta. Fue adaptada al cine con el mismo título.
En él aparece un shaib (un blanco), un cura católico francés llamado Paul Lambert (aunque allí lo conozcan como Gran Hermano Paul) cuya misión personal es ayudar a los más necesitados. Más adelante se incorporará otro personaje, el médico estadounidense Max Loeb, cautivado por el trabajo que hace el francés.
Por otra parte, la historia también se va mezclando con la de la familia Pal, sobre todo con el cabeza de familia Hasari, quien ha emigrado a Calcuta para ganarse la vida como rickshaw wallah, es decir, tirando de uno de los numerosos carritos que transportan a la gente en la ciudad.
El libro es un canto a la esperanza y al amor dentro del sufrimiento y la miseria que se da en los barrios pobres de la India. Las desgracias se suceden, bien sean causadas por las inclemencias meteorológicas, los factores políticos, la mafia, las enfermedades, las tradiciones... pero el amor y la ayuda que se prestan en situaciones límites hacen cambiar de manera de pensar al cura y, sobre todo, al médico estadounidense, quien se transforma en una persona diferente.
- Datos: Q2311068